# 1908년 하계 올림픽 조정 남자 에이트
틀:역대 올림픽 조정
1908년 하계 올림픽 조정 남자 에이트는 1908년 하계 올림픽 조정의 4가지 세부종목 중 하나였다. 1팀당 8명의 선수로 구성, 한 국가당 최대 2팀까지 출전시킬 수 있었으며 5개국 6팀이 출전하였다.
경기 결과 영국의 리앤더 클럽이 금메달을 차지했다. 은메달은 벨기에의 로얄 클럽 노티크 드 간트가 획득했으며, 동메달은 준결승에서 패한 캐나다의 아르고나우트 조정 클럽과 영국의 케임브리지 대학교 보트 클럽이 받았다.

## 배경
이번 대회는 이 종목이 세 번째로 등장한 대회이다. 1896년 초대 올림픽부터 조정 종목이 포함되었으나 악천후로 인해 취소되었다. 1900년 하계 올림픽부터 조정이 비로소 정식 종목으로 등장하였다.
당시 세계 최고의 에이트 팀은 벨기에의 로얄 클럽 노티크 드 간트로, 1906년, 1907년, 1908년 유럽 챔피언십에서 우승했으며, 1906년과 1907년 헨리 그랜드 챌린지 컵에서도 우승했다. 영국 런던에서 건너온 경쟁자는 영국의 리앤더 클럽으로, 1903년, 1904년, 1905년에 그랜드 챌린지 컵에서 우승했다. 미국의 베스퍼 보트 클럽과 영국의 크라이스트 처치 칼리지 보트 클럽은 이번 대회에 참가하지 않았다.
영국, 헝가리, 노르웨이는 이 종목에 처음 출전했고, 벨기에와 캐나다는 두 번째로 출전하며 이 대회에서 가장 많은 출전 기록을 가진 나라들과 맞먹었다.

### 출전 선수
다음 팀과 조정 클럽이 참가하였다.
- 벨기에 로얄 클럽 노티크 드 간트 (색상: 빨강, 노랑, 검정 / 빨강, 흰색 노)
- 캐나다 아르고나우트 조정 클럽 (색상: 연청색, 짙은 파랑)
- 영국 케임브리지 대학교 보트 클럽 (색상: 연청색)
- 영국 영국 리앤더 클럽 (색상: 체리색)
- 헝가리 펀노니어 에베죄시 에질레트/머저르 에베죄시 쇠베체그 (색상: 빨강, 하양, 초록)
- 노르웨이 노르게스 로포르분드 (색상: 빨강, 하양, 파랑)

## 경기 방식
에이트 종목은 여덟 명의 조정 선수와 한 명의 키잡이로 구성된 아홉 명이 한 팀이 되어 참여하는 경기이다. 이 경기는 스윕 로잉 종목으로, 각 선수들은 한 개의 노를 사용하며, 배 한켠에서 노를 젓는다. 코스 길이는 1.5마일이며, 출발점과 중간쯤에서 약간의 굴곡이 있었다.
1908년 대회는 3라운드로 진행되었으며, 각 라운드에서 1대 1 경기가 진행되었다. 여섯 보트가 출전했으며, 두 보트는 준결승에 직행했고 나머지 네 보트는 준준결승에서 맞붙었다. 준결승에서 패한 보트들은 각각 동메달을 받았다.

## 일정
| 날짜                     | 시간        | 라운드   |
| ------------------------ | ----------- | -------- |
| 1908년 7월 29일 (수요일) | 13:00 15:20 | 준준결승 |
| 1908년 7월 30일 (목요일) | 13:15 15:45 | 준결승   |
| 1908년 7월 31일 (금요일) | 15:15       | 결승전   |

## 결과

### 준준결승
모든 경기는 7월 29일 수요일에 진행되었다.

#### 준준결승 1차전
두 보트 모두 39로 시작했으며, 약간의 측풍이 부는 가운데 캐나다가 처음부터 리드를 잡았고, 노르웨이보다 빠른 스트로크로 약 2길이 차이를 벌렸다. 노르웨이는 이를 만회하기 위해 큰 노력을 기울였으나, 체력과 용기로 인한 속도 차이를 극복하지 못했고, '아르고나우 호'는 2와 3/4 길이 차이로 승리하였다.— 대회 전식 보고서, p. 245.

| 순위 | 보트                   | 국가     | 보              | 선수                                                                                | 스트로크      | 키잡이                     | 시간   | 비고 |
| ---- | ---------------------- | -------- | --------------- | ----------------------------------------------------------------------------------- | ------------- | -------------------------- | ------ | ---- |
| 1    | 아르고나우트 조정 클럽 | 캐나다   | 어바인 로버트슨 | 조셉 라이트 줄리어스 톰슨 월터 루이스 고든 밸푸어 베처 게일 찰스 리디               | 제프리 테일러 | 더글라스 커틀랜드\| 8:06.0 | Q      |      |
| 2    | 노르게스 로포르분드    | 노르웨이 | 오토 크로그     | 에릭 바이 암브로시우스 회위어 구스타브 헤레 에밀 이르겐스 한니발 페그트 빌헬름 한센 | 안난 크누드센 | 에이나르 툰사거            | 8:16.7 |      |

#### 준준결승 2차전
영국 팀은 41로 시작했고 헝가리 팀은 40으로 시작했다. 영국 팀은 첫 10번의 스트로크 후 선두에 나섰고, 리멘햄에 도달할 때는 34로 줄이면서도 여전히 2길이 차이를 유지했다. 헝가리 팀은 역전을 위해 끊임없이 노력했지만, 리앤더 클럽이 힘과 페이스를 잘 유지하며 약 2길이 차이로 승리했다.— 공식 대회 보고서, p. 245.

| 순위 | 보트            | 국가   | 보                | 선수                                                                                  | 스트로크                               | 키잡이              | 시간   | 비고 |
| ---- | --------------- | ------ | ----------------- | ------------------------------------------------------------------------------------- | -------------------------------------- | ------------------- | ------ | ---- |
| 1    | 리앤더 클럽     | 영국   | 앨버트 글래드스톤 | 프레더릭 켈리 배너 존스턴 기 니콜스 찰스 버넬 로널드 샌더슨 레이먼드 에더링턴스미스   | 헨리 버크널                            | 길크라이스트 맥라건 | 8:10.0 | Q    |
| 2    | 판노니아/마저르 | 헝가리 | 샨도르 클레크너   | 라요시 하라스티 안탈 세베니 로베르트 에데르 샨도르 하우친거 예뇌 바라디 임레 밤페티치 | 페렌츠 키르히크노프페렌츠 키르치크놉프 | 칼만 바스코         | 8:15.7 |      |

### 준결승
준결승 경기는 7월 30일 목요일에 진행되었다.

#### 준결승 1차전
캐나다 팀은 43으로 시작했고, 리앤더 클럽은 40으로 시작했다. 캐나다 팀은 초반부터 속도에서 밀리며, 중간 지점에서는 약 1과 1/4 길이차까지 뒤쳐졌다. 리앤더 클럽은 끝까지 캐나다의 추격을 잘 막아냈으며, 마지막 스퍼트에서 리앤더 클럽이 1길이차로 승리했다.— 대회 공식 보고서, pp. 245–46.

| 순위 | 보트               | 국가   | 보                | 선수                                                                                   | 스트로크       | 키잡이            | 시간   | 비고 |
| ---- | ------------------ | ------ | ----------------- | -------------------------------------------------------------------------------------- | -------------- | ----------------- | ------ | ---- |
| 1    | 리앤더 클럽        | 영국   | 앨버트 글래드스톤 | 프레더릭 켈리 배너 존스턴 가이 니콜스 찰스 버넬 로널드 샌더슨 레이먼드 에더링턴-스미스 | 헨리 버크널 ll | 길크리스트 맥라건 | 8:12.0 | Q    |
| 3    | 아고너트 조정 클럽 | 캐나다 | 어바인 로버트슨   | 조셉 라이트 줄리어스 톰슨 월터 루이스 고든 발포어 베처 게일 찰스 리디                  | 제프리 테일러  | 더글라스 커틀랜드 | 8:14.9 |      |

#### 준결승 2차전
코스 첫 부분에서 벨기에 팀이 약간의 우위를 점했으나, 곧바로 영국팀이 벨기에팀을 따라잡아, 중간 지점에서는 약 20피트 차이로 앞서나갔다. 케임브리지 대학교 보트 클럽은 마지막까지 노력했으나, 결국 벨기에팀이 약 1과 1/3 길이차로 승리했다.— 대회 공식 보고서, p. 246.

이 경기는 초청국 팀이 영국팀을 이긴 유일한 경기가 되었으며, 나머지 세 종목에서는 영국팀 2팀이 준결승에서 모두 승리했다.
| 순위 | 보트                        | 국가   | 보            | 선수                                                                                         | 스트로크          | 키잡이             | 시간   | 비고 |
| ---- | --------------------------- | ------ | ------------- | -------------------------------------------------------------------------------------------- | ----------------- | ------------------ | ------ | ---- |
| 1    | 로얄 클럽 노티크 드 간트    | 벨기에 | 오스카르 탈만 | 마르셀 모리몽 레미 오르방 조르주 미스 프랑수아 베르귀슈 폴리도러 페이르만 오스카르 드 송빌 O | 로돌프 포마       | 알프러트 판 란데험 | 8:22.0 | Q    |
| 3    | 케임브리지 대학교 보트 클럽 | 영국   | 프랭크 저우드 | 에릭 파월 오스월드 카버 에드워드 윌리엄스 헨리 골드스미스 해럴드 키칭 존 번                  | 더글라스 스튜어트 | 리처드 보일        | 8:25.9 |      |

### 결승전
결승전은 7월 31일 금요일에 열렸다.
벨기에 팀은 초반부터 전력으로 나아갔고, 리앤더 클럽은 12, 23, 42로 출발했다. 두 팀은 처음부터 근소한 차이로 접전을 벌였으나, 리앤더 클럽은 점점 격차를 벌리며 2길이차로 승리했다.— 대회 공식 보고서, pp. 247–48.

리앤더 클럽이 다시 격차를 벌리며, 최종적으로 2길이 차이로 7분 52초의 기록으로 우승했다.
| 순위 | 보트                     | 국가   | 보                | 선수                                                                                       | 스트로크    | 키잡이              | 시간   |
| ---- | ------------------------ | ------ | ----------------- | ------------------------------------------------------------------------------------------ | ----------- | ------------------- | ------ |
| 1    | 리앤더 클럽              | 영국   | 앨버트 글래드스톤 | 프레더릭 켈리 배너 존스턴 가이 니콜스 찰스 버넬 로널드 샌더슨 레이먼드 에더링턴스미스      | 헨리 버크널 | 길크라이스트 맥라건 | 7:52.0 |
| 2    | 로얄 클럽 노티크 드 간트 | 벨기에 | 오스카르 탈만     | 마르셀 모리몽 레미 오르방 조르주 미스 프랑수아 베르귀슈 폴리도러 페이르만 오스카르 드 송빌 | 로돌프 포마 | 알프러트 판 란데험  | 7:57.5 |